# Römisch-katholische Kirche in Botswana

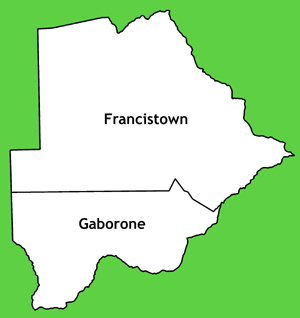
Das Bistum Gaborone im Süden und das Apostolische Vikariat Francistown im Norden des Landes

Der römisch-katholischen Kirche in Botswana gehören etwa fünf Prozent der Bevölkerung an.
Bis 1959 war das britische Protektorat Betschuanaland auf drei kirchliche Verwaltungsgebiete aufgeteilt: das Bistum Bulawayo mit Sitz in Südrhodesien, das Bistum Kimberley mit Sitz in der Südafrikanischen Union und das Apostolische Vikariat Windhuk mit Sitz in Südwestafrika.
1959 wurde die Apostolische Präfektur Betschuanaland errichtet, dem das gesamte Gebiet von Betschuanaland zugeordnet wurde. Als das Protektorat unter dem Namen Botswana unabhängig wurde, wurde die Präfektur zum Bistum Gaborone erhoben. 1998 wurden die Bezirke Central District, Ghanzi District, North East District und North West District dem neu gegründeten Apostolischen Vikariat Francistown zugeordnet, das im Oktober 2017 zum Bistum erhoben wurde.
Die Bischöfe der beiden Gebiete gehören zusammen mit ihren Kollegen in Südafrika und Eswatini der Südafrikanischen Katholischen Bischofskonferenz an.
Etwa fünf Prozent der Bevölkerung von Botswana (84 000 von 1,7 Millionen) sind katholisch (Stand 2004). Im Bistum Gaborone beträgt der Anteil etwa sieben Prozent, im Bistum Francistown hingegen weniger als 1,5 Prozent.
Papst Johannes Paul II. besuchte im September 1988 Gaborone.
Apostolischer Nuntius für Botswana ist seit August 2024 Erzbischof Henryk Mieczysław Jagodziński; dieser ist auch Nuntius für Südafrika, Lesotho und Namibia und hat seinen Sitz im südafrikanischen Pretoria.

## Gliederung
- Erzbistum Pretoria
  - Bistum Francistown
  - Bistum Gaborone